# Paul Wagner (Archivar)
Paul Adolf Heinrich Wagner (* 4. April 1852 in Reichenbach (Eulengebirge), Provinz Schlesien; † 22. Februar 1941 in Wiesbaden) war ein deutscher Archivar und Historiker.

## Leben und Wirken
Wagner besuchte die Gymnasien in Schweidnitz und Breslau. Er immatrikulierte sich 1870 für ein Studium der Rechtswissenschaften an der Friedrich-Wilhelms-Universität Berlin. Mit Ausbruch des Deutsch-Französischen Krieges von 1870/71 wurde Wagner zum Kriegsdienst eingezogen und wechselte nach Kriegsende das Studienfach. Ab 1872 studierte er zunächst an der Universität Bonn, später in Berlin Geschichte. Er promovierte 1877 mit einer Arbeit über Bischof Eberhard II. von Bamberg an der Universität Halle und begann im Anschluss eine Archivarsausbildung am Preußischen Staatsarchiv in Königsberg. Später arbeitete er als Archivar in Aurich und Koblenz. Er war von 1897 bis 1921 Direktor des Staatsarchivs Wiesbaden. 
Wagner amtierte von 1902 bis 1936 als Vorsitzender der Historischen Kommission für Nassau und war von 1899 bis 1908 und von 1921 bis 1932 Vorsitzender des Vereins für Nassauische Altertumskunde und Geschichtsforschung.

## Schriften
- Die Eppsteinschen Lehensverzeichnisse und Zinsregister des 13. Jahrhunderts. Nach dem Eppsteinschen Lehensbuche mit Beiträgen zur ältesten Geschichte des Hauses Eppstein. Bergmann, München 1927.
- Untersuchungen zur älteren Geschichte Nassaus und des nassauischen Grafenhauses. Wiesbaden 1925 (= Sonderdruck aus Nassauische Annalen. Bd. 46).
- (Hrsg.) Kriegserlebnisse nassauischer Soldaten in den Jahren 1806–1814. Staadt, Wiesbaden 1917.